# Колмар
Колма̀р (на френски: Colmar) е град в североизточна Франция, регион Гранд Ест. Той е административен център на департамент О Рен, както и седалище на агломерацията Колмар – Рибовиле. Колмар е третата по големина община в историческата област Елзас. Намира се в подножието на Вогезите в Елзаската равнина. Реките Ил и Лош минават през града.

Колмар се споменава за първи път през 9 век. Имперски град в Свещената Римска империя и член на Декаполиса. В края на Средновековието и през Ренесанса се развива с бързи темпове. Въпреки че е обграден с крепостни стени, страда от размириците в периода на Реформацията и на Селската война. След Тридесетгодишната война влиза в границите на Франция. Анексиран е от Германия пред 1871 г., а при примирието след Първата световна война през 1918 г. е върнат на Франция.

В Елзас Колмар е вторият по големина на културното наследство град. Той се нарежда след Страсбург и преди Селеста. В града могат да се видят една съборна църква, множество манастири и къщи, датиращи от периода на Средновековието. В Колмар се намира музеят Унтерлинден, къщата музей на Бартолди (създател на Статуята на свободата в Ню Йорк и родом от Колмар), Природно-исторически музей, музей на играчките и др. В града има Университетски технологичен институт, който е част от Университета на горен Елзас. В Колмар има седалище на военен гарднизон.

Благодарение на своето разположение в центъра на лозовите масиви на Елзас, на благоприятния си климат и на близостта си до Вогезите, Колмар е известен с нарицателното име „Столица на елзаските вина“.

## Локация
Общината принадлежи към голяма икономическа и демографска група в Европа, наброяваща близо сто милиона души. Простира се от Холандия до Швейцария, като обхваща също Белгия, Люксембург, Елзас и западна Германия.

Погледнато отгоре, Колмар се намира на половината път между Страсбург на север – 64 км и Базел на юг – 60 км. Фрайбург е на 38 километра на изток. По-далеч са Цюрих – 119 km, Люксембург -193 km, Женева – 229 km, Мюнхен – 314 km, Инсбрук – 317 km, Лион – 322 km, Милано – 323 km, Брюксел – 378 km или Париж – 380 km.
- Разположение на община Колмар

## География и релеф
Териториално, община Колмар е разположена в Елзаската равнина. Площта и е равна на 66 570 000 m², а височината варира между 175 и 214 метра.
На територията на града, в подножието на планината Вогези, е разположен третият по площ град – Елзас, който се нарежда след Хагенау и Страсбург.

### Хидрография
Река Лауч и нейните притоци напояват много части на Колмар. Частично покритият канал Логелбах минава покрай града, а река Ил тече на изток.

## Климат
В Колмар климатът е предимно сух континентален. Може да бъде определен като един от най-сухите градове във Франция с 607 мм дъжд на година.
Тези ниски валежи се дължат на географското положение на града.
Поради сухият климат в Колмар рядко има обилни снеговалежи. Противно на това, на 4 март 2006 г. в рамките на деня пада повече от 40 см сняг, което не се било случвало в последните двадесет години.
Средните минимални температури през зимните месеци отбелязват от -1,7 °C до 2,7 °C, а максимални – от 4,8 °C до 9,2 °C. През по-топлите месеци температурите варират между 20,3 °C до 27,4 °C.

### Пътна мрежа
Магистрала А35, известна още като „Източен околовръстен път“, има четири пресечки (№ 26 до № 23) в посока юг-север и два възли (№. 23 и 25) в посока север-юг – Rosenkranz и South Colmar. Тя свързва Страсбург (40 минути) на север, Мюлуз (30 минути) и Базел (40 минути) на юг.
Западният околовръстен път му позволява да заобикаля Комар на север и на запад, като по този начин се избягва целия транзит на камиони. Този градски булевард има 2 × 2 ленти между Ладхоф и Ингершайм.

## Паркингместа
Градът предлага над 7000 места за паркиране, разпределени в над петдесет паркинги. Трите най-важни са подземния паркинг на площад „Рап“ с 900 паркоместа, паркингът „Лакар“ със 700 места и подземния паркинг на градския площад с 400 места.

## Железници
Гара Колмар е основната станция. Разположена е в средата на железопътната линия Страсбург – Мюлуз – Базел и се обслужва от регионалните влакове на всеки 30 минути по време на пиковите часове.
Високоскоростният влак Рейн-Рона е с маршрут, обхващащ Дижон и Мюлуз. Той свързва Колмар и Лион с 3 ч 15 мин. Има две разширения за Марсилия.
Линията Колмар – Мюнстер – Метцерал осигурява обслужване на пътниците до улиците на Мюнстер.
Колмар разполага също и с товарна станция.

## Въздушен трафик
Летище Колмар-Хосен е създадено през 1953 г. и се използва основно за бизнес и спортна авиация. Отворен е 24 часа в денонощието при наличие на спешен случай.
Две международни летища са разположени на 45 минути от града – летище Страсбург-Енкхайм и летище Базел-Мюлуз-Фрайбург, които са директно достъпни от магистрала A35.

## Градска мрежа
Първата обществена транспортна мрежа е открита през февруари 1879 г., когато градът стартира първата омнибусна линия между старата гара и „Place de Soumon“. През април 1893 г. се открива втора линия. Мрежата се управлява последователно от три частни компании.
През 1902 г. Колмар пуска в експлоатация първата си трамвайна линия. През 1935 г. оперират три линии, включително периферна градска линия Colmar-Wintzenheim. През 60-те години на миналия век, след покачването на цената на петрола и все по-честото използване на автомобила, трамваите биват спрени, както и в Мюлуз и Страсбург.
Автобусният транспорт, наречен „ТRACE“ e създаден през 1990 г. Първоначално служи в три града: Colmar, Horbourg-Wihr и Wintzenheim. Мрежата има двадесет и две линии.
През 2015 г. „ТRACE“ оперира шестнадесет линии от понеделник до събота – девет градски линии и седем извънградски. Също така са пуснати три линии, които обслужват хората през Събота и неделя, както и през официалните празници.
През 2007 г. са отчетени 6 319 054 пътници, използващи обществения транспорт на Колмар.
Що се отнася до развитието на автобусните спирки, 73 от тях са оборудвани с информационна система, показваща на пътниците времето на пристигане на следващия автобус.
Голям напредък при улесняване достъпът на хора с увреждания отбелязва пристигането на автобуси Mercedes Citaro, оборудвани с рампи за достъп до централните врати.

## Квартали
Преди много векове в Колмар е имало много живописни квартали. Пример е кварталът „Тайнърс“ или кварталът на рибния пазар.
Градът се състои от девет квартала. Железопътната линия служи като разделител между западната и източната част на Колмар. Центърът на града е централната част, а също и туристическият квартал. Той е заобиколен от кварталите Света Мария, Европа, Швайцер, Бел Еър и Мителхарт. От другата страна на железопътната линия се намират най-напред Свети Леон на север, Ладхоф на изток и североизток и Марайчер на юг.

## Жилища
Под ръководството на кмет Йозеф Рей, между 1945 и 1963 г. градът разполага с 5000 нови жилища, основно в западните квартали, построени в общински жилищни комплекси. Всичко това съставлява една трета от недвижимите имоти на общината. След това географското разпадане на Колмар принуждава градския съвет да възстанови историческото сърце на града и да го превърне в защитена територия от 35 хектара. По подобен начин, плановете за обновяване на градската среда, главно в западните райони, имат за цел да заменят старите сгради.
През 2009 г. общият брой на жилищата в общината е 33 573, в сравнение с 30 338 през 1999 г.
От тези жилища 90,0% са основни жилища, 1,4% са втори дом и 8,7% са свободни жилища. 17,4% са еднофамилните къщи и 82,1% апартаментите.

## Проекти за развитие
От 1995 г. насам са построени много сгради, като например полицейския хотел, спортения комплекс Colmar Stadium и плувния басейн Aqualia.
Реконструирани са Гриленската музикална зала, закритият пазар или медицинската болница „Едмънд Джерер“.
Продължават мащабни проекти, като разширяването на музея „Unterlinden“ и градското обновяване на западните квартали.
Други строителни проекти се разглеждат – подземения паркинг на Place de la Montagne-Verte, университетската гимназия или южният околовръстен път.

## Зелени зони
Из града има множество паркове и градинки. Измерени са общо 108 хектара зеленина и 33 хектара градини.
Паркът Champ-de-Mars се намира на север от Рап и на юг от Haut-Rhin.
Паркът на водната кула се намира на ъгъла на булевард Joffre и Poincaré Avenue. Също така се нарича паркът при Апелативния съд. Той е с площ от 13,990 м2 и се намира в историческия център на града. Признат е за исторически паметник. Една от статуите на Auguste Bartholdi е позиционирана на югоизточния вход на парка. Районът представлява великолепна розова градина от 450 м2, включваща 990 растения от 38 различни видове.
Други паркове са Свети Франциск Ксавиер (9980 m2), Mequillet парк (5753 m2), площад Hirn и др.

## История
Колмар е основан през 9 век и е споменат за пръв път от монаха Notker Balbulus в негов текст, датиращ от 823 г. През 1226 г. император Фредерик II дава статут на Колмар на свободен императорски град. През 1354 г. той се присъединява към градската лига на Декаполи. През 1548 г. Жозел Росхайм призова Реквизитския съд да отмени забраната на Коларския пазар за еврейски търговци. Градът възприема протестантската реформация през 1575 г., дълго след северните съседи на Страсбург и Селестат. По време на тридесетгодишната война бива завзет от шведската армия за две години. През 1634 г. семейство Schoeman пристига и отваря първата градска библиотека.
През 1863 бива открито Колмарското съкровище – съкровище от ценни предмети, скрити от евреите по време на Черната смърт.
По време на Втората Световна Война, Колмар бива окупиран от германците и остава такъв за периода от 1940 г. до 1945 г. През тези години той остава френско владение.
През февруари 1945 г. бива официално освободен.

## Политика и администрация
Колмар е префектура в О Рен и е седалище на ведомствения съвет на О-Рен, въпреки че населението му е по-ниско от това на Мюлуз. Тази особеност датира още от Революцията, когато Колмар е бил най-големият град в отдела, а Мюлуз – град-държава, съюз на швейцарските кантони.
Градът е дом на многобройни ведомствени и регионални организации: Националния институт по произход и качество, Метео-Франция, SDIS, регионалните и ведомствените туристически комитети, CIVA и академичната инспекция на О Рен. Колмар също така разполага с изследователски център на Националния институт за изследвания в областта на селското стопанство.

## Демография
При последното преброяване на населението през 2015 г., община Колмар отбчита увеличение от 3,95% в сравнение с 2010 г., когато са преброени официално 70,284 жители. Това прави Колмар 68-ата най-населена община във Франция.

## Имиграция
През 2001 г. имигрантите представляват 10,6% от общото му население.

## Спорт
Колмар разполага със 125 спортни асоциации за около 65 практикувани дисциплини. Градът разполага с 46 закрити съоръжения (23 фитнес зали, 6 тенис корта, 3 басейна, и 1 ледена пързалка) и 39 открити съоръжения.

## Икономика
Колмар е икономически и туристически двигател на Елзас. Основните области на икономиката са електромеханиката, фармацевтичната промишленост, централните покупателни и строителни материали.
През 2011 г. средните данъчни приходи на домакинство са 24 448 евро.
Търговия:
През 2010 г. резултатите показват 6103 заведения в Колмар.
Градът има много гъста търговска тъкан, особено в центъра на града, където се намират много магазини и ресторанти. Много от тях са в пешеходната зона на 5,1 километра.
Външните пазари се провеждат в различни части на града от сряда до събота.
От 2010 г. насам градът има и постоянен пазар на храни.
В северните покрайнини на града се намира търговската зона на Колмар-Хосен, която включва десетки магазини, ресторанти и хотели.

## Туризъм
За Колмар се казва, че е град на удоволствията и на гурме храните. Известен е с престижните си ресторанти и винени къщи, както и с гурме специалистите, които предлагат местни ястия.
Град е определян като град на изкуството и историята, реставриран и добре поддържан, до голяма степен пешеходен, всяка година привлича близо 3,5 милиона туристи от цял свят, главно от Европа, Америка и от Япония.

## Местна култура и наследство
Градът има 58 паметници. Освен това в него са включени 51 обекта, включени в списъка на историческите паметници и 87 обекта, изброени в общия опис на културното наследство.
Градът има голям брой дървени сгради (по-голямата част от кестен). Разнообразните им цветове се дължат на забраната на сградите на Франция да използват белия цвят, който би бил преобладаващ. На много фасади има прегради или знаци, които предоставят информация за собственика на сградата.

## Побратими градове
Побратими градове на Колмар към 2015 г. са:
- Шонгау, Германия (от 1962 г.)
- Принстън, САЩ (от 1986 г.)
- Дьор, Унгария (от 1993 г.)